# Гаф-Мун-Бей (Каліфорнія)
Гаф-Мун-Бей (англ. Half Moon Bay) — місто (англ. city) в США, в окрузі Сан-Матео штату Каліфорнія. Населення — 11 324 особи (2010).

## Географія
Гаф-Мун-Бей розташований за координатами 37°28′0″ пн. ш. 122°26′15″ зх. д. / 37.46667° пн. ш. 122.43750° зх. д. (37.466770, -122.437378).  За даними Бюро перепису населення США в 2010 році місто мало площу 16,69 км², з яких 16,64 км² — суходіл та 0,05 км² — водойми.

### Клімат
| Клімат : Гаф-Мун-Бей                                                         | Клімат : Гаф-Мун-Бей | Клімат : Гаф-Мун-Бей | Клімат : Гаф-Мун-Бей | Клімат : Гаф-Мун-Бей | Клімат : Гаф-Мун-Бей | Клімат : Гаф-Мун-Бей | Клімат : Гаф-Мун-Бей | Клімат : Гаф-Мун-Бей | Клімат : Гаф-Мун-Бей | Клімат : Гаф-Мун-Бей | Клімат : Гаф-Мун-Бей | Клімат : Гаф-Мун-Бей | Клімат : Гаф-Мун-Бей |
| Показник                                                                     | Січ.                 | Лют.                 | Бер.                 | Квіт.                | Трав.                | Черв.                | Лип.                 | Серп.                | Вер.                 | Жовт.                | Лист.                | Груд.                | Рік                  |
| Абсолютний максимум, °C                                                      | 24,4                 | 25,6                 | 30,0                 | 30,6                 | 35,6                 | 34,4                 | 28,9                 | 34,4                 | 34,4                 | 34,4                 | 30,6                 | 26,1                 | 35,6                 |
| Середній максимум, °C                                                        | 14,7                 | 15,2                 | 15,4                 | 15,9                 | 16,5                 | 17,4                 | 17,9                 | 18,4                 | 19,3                 | 18,8                 | 17,1                 | 14,9                 | 16,8                 |
| Середня температура, °C                                                      | 10,3                 | 10,8                 | 11,0                 | 11,4                 | 12,6                 | 13,7                 | 14,4                 | 14,9                 | 15,1                 | 13,9                 | 12,2                 | 10,6                 | 12,6                 |
| Середній мінімум, °C                                                         | 6,1                  | 6,4                  | 6,6                  | 7,0                  | 8,6                  | 9,9                  | 11,1                 | 11,5                 | 10,7                 | 9,1                  | 7,4                  | 6,3                  | 8,4                  |
| Абсолютний мінімум, °C                                                       | −2,8                 | −5,6                 | −2,2                 | −0,6                 | 0,6                  | 2,2                  | 4,4                  | 5,0                  | 1,7                  | 0,6                  | −1,1                 | −7,8                 | −7,8                 |
| Норма опадів, мм                                                             | 131                  | 114                  | 97                   | 48                   | 19                   | 8                    | 3                    | 5                    | 9                    | 40                   | 76                   | 115                  | 665                  |
| Днів з опадами                                                               | 12                   | 11                   | 11                   | 7                    | 5                    | 3                    | 4                    | 4                    | 4                    | 6                    | 9                    | 11                   | 86                   |
| ---------------------------------------------------------------------------- | -------------------- | -------------------- | -------------------- | -------------------- | -------------------- | -------------------- | -------------------- | -------------------- | -------------------- | -------------------- | -------------------- | -------------------- | -------------------- |
| Джерело: Western Regional Climate Center (normals and extremes 1939–present) |                      |                      |                      |                      |                      |                      |                      |                      |                      |                      |                      |                      |                      |

## Демографія
Згідно з переписом 2010 року, у місті мешкали 11 324 особи в 4149 домогосподарствах у складі 2822 родин. Густота населення становила 678 осіб/км².  Було 4395 помешкань (263/км²).
Расовий склад населення:
| - 75,8 % — білих - 4,3 % — азіатів - 0,7 % — чорних або афроамериканців - 0,6 % — корінних американців - 0,1 % — вихідців з тихоокеанських островів - 15,1 % — осіб інших рас |

До двох чи більше рас належало 3,4 %. Частка іспаномовних становила 31,5 % від усіх жителів.
За віковим діапазоном населення розподілялося таким чином: 22,4 % — особи молодші 18 років, 62,0 % — особи у віці 18—64 років, 15,6 % — особи у віці 65 років та старші. Медіана віку мешканця становила 43,2 року. На 100 осіб жіночої статі у місті припадало 95,1 чоловіків;  на 100 жінок у віці від 18 років та старших — 93,8 чоловіків також старших 18 років.
Середній дохід на одне домашнє господарство  становив 144 214 долари США (медіана — 103 255), а середній дохід на одну сім'ю — 152 405 доларів (медіана — 107 546). Медіана доходів становила 75 230 доларів для чоловіків та 71 016 доларів для жінок. За межею бідності перебувало 3,7 % осіб, у тому числі 5,4 % дітей у віці до 18 років та 9,6 % осіб у віці 65 років та старших.
Цивільне працевлаштоване населення становило 6508 осіб. Основні галузі зайнятості: освіта, охорона здоров'я та соціальна допомога — 19,2 %, мистецтво, розваги та відпочинок — 18,4 %, науковці, спеціалісти, менеджери — 16,7 %.